# Ali Biçim
Ali Biçim (* 27. April 1987 in İzmit) ist ein türkischer Schauspieler und Webvideoproduzent.

## Leben und Karriere
Biçim studierte Schauspiel an der Beykent Üniversitesi. Er begann seine Karriere 2011 mit humorvollen Musikparodien auf YouTube, wie Just Pide und Ellerim Nasırlı, die schnell Aufmerksamkeit erregten. Im selben Jahr schrieb er Sketche für die TV-Show Disko Kralı und trat darin auf. Später spielte er in der Serie Babam Sınıfta Kaldı und moderierte die Show Ali Biçim Show. 2019 bekam er in dem Film Sar Başa die Hauptrolle.
Zusammen mit Mesut Can Tomay war er im Film Tam Kafadan Karavana zu sehen.

## Filmografie
Filme
- 2017: Ölülere Esemes Çekilmez
- 2019: Sar Basa
- 2022: Tam Kafadan Karavana

Serien
- 2013: Babam Sınıfta Kaldı
- 2018: Tam Kafadan
- 2020: Menajerimi Ara